# Устинов, Андрей Алексеевич
Андрей Алексеевич Устинов (20 декабря 1959) — советский и российский музыковед, журналист, музыкальный критик, издатель. Художественный руководитель и продюсер ряда проектов в области культуры, главный редактор национальной газеты «Музыкальное обозрение». Заслуженный деятель искусств России (2002).

## Биография
Родился 20 декабря 1959 года. В детские годы занимался под руководством Георгия Струве в хоровой студии «Пионерия». Продолжил образование у Игоря Агафонникова на дирижёрско-хоровом отделении Музыкального училища при Московской государственной консерватории им. П. И. Чайковского, которое окончил в 1982 году.
C 1984 начал работу в журнале «Музыка в школе». Писал статьи для газет «Советская культура», «Московская правда», «Вечерняя Москва», журналов «Советская музыка», «Музыкальная жизнь». Получил дополнительное журналистское образование в Московском полиграфическом институте, который окончил в 1991 году.
В 1989 году приглашен Тихоном Хренниковым в коллектив созданной при Союзе Композиторов СССР «Музыкальной газеты», годом позже сменившей название на «Музыкальное обозрение». С 1991 года Устинов становится главным редактором издания.
К 2018 году под руководством Устинова вышло более 400 номеров газеты, подготовлено 40 специальных выпусков, посвящённых музыкальной культуре отдельных регионов и городов России. Отдельными издательскими проектами выпущены книги «Витольд Лютославский» Ирины Никольской (1995), «Лев Наумов. Под знаком Нейгауза. Беседы с К. Замоториной» (2002), сборники «Музыкальные конкурсы России» (2003, 2006, 2009).
В 1994 и 1998 годах на телеканале ВГТРК «Культура» вёл телевизионный дневник Международного конкурса имени П. И. Чайковского. Участвовал в программах канала «Время музыки», «Апокриф», "Пресс-клуб"в качестве эксперта.
С 1996 по 1997 годах руководил на «Радио России» программой «Музыкальные орбиты». На радио «Орфей» с 2008 по 2012 года выпускал еженедельную передачу «С красной строки».
В 1996 году принят в Союз журналистов России, а в 1998 году — в Союз композиторов России.
В 2007 году Устинов провёл несколько выставок своих работ в различных жанрах современного искусства в городах России, а также в Кухмо (Финляндия), и выпустил в 2009 году альбом-каталог. Одной из акций этих выставок, получившей скандальную известность, стало сожжение рояля.
Как продюсер и художественный руководитель с конца 1990-х годов организовал несколько музыкальных конкурсов:
- «Дни газеты „Музыкальное обозрение“ (Новосибирск, Тамбов, Саратов, Казань, Нижний Новгород, Красноярск, Якутск, Самара, Владивосток, Петропавловск-Камчатский, Магадан, Хабаровск, Магнитогорск);
- „Музыкальное обозрение — 2004“ к 15-летию газеты (90 концертов в 40 городах России);
- „Музыкальное обозрение“ — XX» в 2009 к 20-летию газеты (свыше 70 концертов в 34 городах России);
- «Мир музыки Всеволода Мейерхольда» (Пенза,1999);
- «С Музыкой в XXI век» (Якутск, 2001);
- Международный фестиваль камерного искусства (Костомукша, Карелия, 2001);
- Международный конкурс пианистов-исполнителей русской музыки им. Балакирева (Краснодар, 2004, 2006);
- Фестиваль камерной музыки (Иваново, 2005);
- Всероссийский конкурс дирижеров академических хоров (Салават, 2004, 2006);
- Международный Гаврилинский музыкальный фестиваль (Вологда, 2008);
- Музыкальный фестиваль «Кружева» (Вологда, 2010, 2011, 2013);
- Фестивали «Опус» 17, 19, 20, 21, 22, 23, 24, 25.

Работал в жюри 40 всероссийских и международных конкурсов по различным специальностям, входил в оргкомитеты всероссийских и международных конкурсов, в том числе в 1998 и 2002 годах — Международного конкурса имени П. И. Чайковского, в 1997 и 2002 годах — Международного конкурса имени Рахманинова, в 2000, 2004, 2006 и 2008 — Международный конкурс юных пианистов имени Фридерика Шопена, в 2010 и 2011 годах — Всероссийского музыкального конкурса.
Преподавательская деятельность Андрея Устинова включает курс «Основы музыкальной журналистики» в различных вузах России, лекции по музыкальной журналистике, мастер-классы для руководителей музыкальных организаций, студентов и преподавателей музыкальных учебных заведений.
Является членом Экспертных советов Министерства культуры РФ. С 1998 по 2003 годы был экспертом программы «Культура» Института «Открытое общество» Джорджа Сороса. В 2000 году создал и возглавил Ассоциацию музыкальных конкурсов России.

## Награды и звания

### Государственные награды
- 2001 — Знак «За достижения в культуре» Министерства культуры РФ.
- 2002 — Заслуженный деятель искусств России.
- 2002 — Знак отличия Республики Саха (Якутия) «За вклад в укрепление государственности, межнационального мира и согласия».
- 2004 — Золотой Крест Заслуги (Польша)[6].
- 2007 — Знак отличия Республики Саха (Якутия) «Гражданская доблесть».
- 2013 — Грант Президента Российской Федерации для поддержки творческих проектов общенационального значения в области культуры и искусства.

### Общественные награды
- Лауреат Фонда Ирины Архиповой «Лучшие деятели музыкально-театрального искусства за 2005 год».
- Почетная грамота Союза журналистов России (2009).
- Диплом «За создание уникального профессионального издания» Союза журналистов Москвы (2009).
- Почетный деятель Союза композиторов России (2009).
- Лауреат Премии Союза композиторов России им. Д. Д. Шостаковича (2014).
- Диплом Союза Журналистов Москвы (2014).